# Bayerxenia janesi
Bayerxenia janesi is een zachte koraalsoort uit de familie Xeniidae. De koraalsoort komt uit het geslacht Bayerxenia. Bayerxenia janesi werd in 2001 voor het eerst wetenschappelijk beschreven door Alderslade. 